# 和氣真綱
和氣真綱（日语：／ Waka no Matsuna，783年—846年10月20日）是日本平安時代的公卿，民部卿和氣清麻呂五子，官位為從四位上參議，追贈正三位。

## 生涯
真綱在年少於大學寮學習，飽讀史書。延曆21年（802年），20歲的真綱成為文章生，並且在延曆23年（804年）出任內舍人，初次踏足官場。平城天皇在位期間，真綱先後擔任治部少丞和中務少丞。
嵯峨天皇即位後，真綱歷任播磨少掾、播磨大掾、藏人和春宮少進，最終在弘仁6年（815年）升任為從五位下春宮大進。其後，真綱輾轉擔任左右少辨和左右近衛少將，並且在弘仁13年（822年）升至從五位上，天長元年（824年）再升至正五位下。同年，真綱與其弟和氣仲世以寺境受污染為由，上奏將由父親和氣清麻呂建立，並且獲桓武天皇列為定額寺的神願寺，更換為高雄山寺，並且改稱為神護國祚真言寺，最終獲得批准。
其後，真綱在淳和天皇和仁明天皇在位期間，先後出任大辨和中辨等官職，但是依然未能擔任要職。天長5年（828年），真綱升至從四位下，於承和4年（837年）升任為從四位上，出任左近衛中將兼右大辨，最終在承和7年（840年）出任參議，位列公卿。有指，真綱為了成為參議，在攝津國柏梨莊購入良田，從以買通近衛府廚家。
此後，真綱作為右大辨負責處理在承和9年（842年）爆發的承和之變和承和12年（845年）發生的善愷訴訟事件。然而，真綱在善愷訴訟事件中被下屬右少辨伴善男告發，其後他閉門不出，憂憤而死。死前，真綱說道：「沙塵掩蓋了人的雙眼。在不公平的審議中，一個人就算說出真相也沒有任何益處吧。我應該辭去官職，盡早前往冥土吧。」（塵の立つ道は人の目を遮ってしまう。不正な裁判の場で、一人で直言しても何の益があるだろうか。官職を辞めるべきだ。早く冥土に向かおう。）。承和13年9月27日（846年10月20日），真綱死去，享年64歲。最終官位是參議從四位上。同年11月，與真綱一同被告發的左大辨正躬王和左中辨伴成益等一同被免去辨官的職務，儘管最終以贖銅的形式代替，但是由於真綱已經死去而無需受罰。

## 人物
真綱待人有禮，忠孝兼備，執行政務時，不受私利私欲影響，公正處理。另外，他亦歸依佛教，與兄長和氣廣世一同替天台宗和真言宗成立作出貢獻。

## 家族
- 父：和氣清麻呂
- 母：不詳
- 妻：不詳
  - 男子：和氣豐永
  - 男子：和氣好道
  - 男子：和氣貞興
  - 男子：和氣觀光
  - 養子：和氣貞臣（日语：和気貞臣）（和氣仲世（日语：和気仲世）之子）